# Pseudocolaspis
Pseudocolaspis is een geslacht van kevers uit de familie bladkevers (Chrysomelidae).
De wetenschappelijke naam van het geslacht werd in 1833 gepubliceerd door Francis de Laporte de Castelnau.

## Soorten
- Pseudocolaspis sacra Lopatin, 1983